# Araneus quirapan
Araneus quirapan är en spindelart som beskrevs av Levi 1991. Araneus quirapan ingår i släktet Araneus och familjen hjulspindlar. Inga underarter finns listade i Catalogue of Life.